# Чапкис, Григорий Николаевич
Григо́рий Никола́евич Ча́пкис (укр. Григо́рій Микола́йович Ча́пкіс; 24 февраля 1930, Кишинёв, Королевство Румыния — 13 июня 2021, Киев, Украина) — советский и украинский танцор и хореограф, лауреат трёх международных конкурсов, народный артист Украины (2010).

## Биография
Григорий Чапкис родился 24 февраля 1930 года в Кишинёве (Румыния), был предпоследним из семерых детей в еврейской семье. Вырос в Новых Каушанах. Отец — Ноех Элькунович Чапкис (1894—1946) — работал шорником, мать — Берта Иосифовна, родом из Одессы — была домохозяйкой. В семье говорили на идише.
Затем семья вернулась на свою родину в Бендеры, где он в 1940 году поступил в танцевальный кружок местного Дворца пионеров, а в годы Великой Отечественной войны эвакуировалась в Казахстан. Старший брат Иосиф Чапкис (1920—1944) погиб на фронте.
После окончания войны семья поселилась в Киеве, где Григорий Чапкис поступил в железнодорожное училище и в ансамбль песни и пляски общества «Трудовые резервы».
В 1945 году в составе этого коллектива он выступил в Кремле. Григорий Николаевич позже вспоминал: 

«В первом ряду сидели Сталин, Булганин, Ворошилов, Будённый, Маленков… Мы заканчивали выступление гопаком. И вот финал, аплодисменты, готовимся идти на поклон. Когда я выдвинулся вперёд, Сталин подозвал меня и одной рукой снял со сцены. Несколько минут я сидел у него на коленях. Кто-то из второго ряда передал ему красненькую коробочку. Сталин открыл её, достал наручные часы и дал их мне, затем поставил меня обратно на сцену. Можете представить моё состояние — я, пятнадцатилетний мальчишка, и рядом Сталин!»
В 16-летнем возрасте началась профессиональная карьера Григория Чапкиса. В феврале 1946 года его зачислили артистом балета в Государственный ансамбль песни и танца Украины под руководством Л. Д. Чернышёвой, впоследствии прославившийся как Государственный заслуженный академический ансамбль танца Украинской ССР под руководством народного артиста СССР П. Вирского (в настоящее время — Национальный заслуженный академический ансамбль танца Украины имени П. Вирского).
За 26 лет работы в этом художественном коллективе он был задействован почти во всех его хореографических постановках, участвовал в 70 зарубежных гастрольных поездках. Этот период — один из ярчайших в жизни Григория Николаевича.
Профессор кафедры хореографии Института искусств Киевского университета имени Бориса Гринченко. Умер 13 июня 2021 года в Киеве. Похоронен на Байковом кладбище (52 уч.).

## Творческий путь
- В 1946—1972 годах — работал в Украинском ансамбле песни и танца (впоследствии Государственный ансамбль танца УССР под руководством П. П. Вирского).
- С 1949 года — первый балетмейстер киевского Театра имени Ивана Франко.
- В 1971—1972 годах — заместитель начальника управления культуры горисполкома города Южно-Сахалинска, главный балетмейстер Сахалинского народного хора.
- В 1973—1988 годах — руководитель образцового концертно-танцевального зала «Юность» в парке имени Ленинского комсомола города Киева.
- В 1980-х годах — заместитель директора Театра драмы и комедии на Левом берегу Днепра.
- В 1988—1990 годах — жил в Италии.
- В 2006—2021 годах — судья и один из руководителей телевизионного проекта киевского телеканала «1+1» «Танцы со звёздами».
- В 2007—2021 годах — руководитель Школы танцев Чапкиса.

## Награды
- Медаль «За трудовое отличие» (30.06.1951)[12]
- Медаль «За трудовую доблесть» (24.11.1960)
- Заслуженный артист Украинской ССР (1964)
- Народный артист Украины (08.02.2010)[13]
- Орден князя Ярослава Мудрого V степени (24.02.2020)[14]

## Книги
- Танец и Любовь: секрет долголетия. Киев: Ателье 16, 2007.
- Мои женщины: невыдуманные истории. Киев: редакция газеты «Вісті», 2010.

## Фильмография
- 1992 — Дорога никуда — полицейский начальник
- 2008 — Осенний вальс — балетмейстер
- 2008 — Ломбард — криминальный авторитет

## Телевидение
- 2006—2007 — Танцы со звёздами (1—3 сезоны) — судья;
- 2018 — Лига Смеха — приглашённая звезда, команда «Луганская сборная»;
- 2019 — Танцы со звёздами (7—8 сезоны) — судья.

## Семья
Был четырежды женат.
- Дочь (от первого брака) — Лилия Григорьевна Чапкис (род. 1958), хореограф в Италии (Ареццо). Была замужем за артистом оперетты, тенором Евгением Сергеевичем Сафрончиком (род. 1949).
  - Внучка — Анна Евгеньевна Сафрончик (род. 1981), актриса.
- Сын (от второго брака) — Григорий Григорьевич Чапкис (англ. Greg Chapkis, род. 1979), хореограф хип-хопа в Сан-Франциско.
- Третья жена — Алла Борисовна Чапкис (род. 1952), начальник учебно-методического отдела в Национальном авиационном университете.
- Четвёртая супруга моложе Чапкиса на 51 год и была ровесницей его внучки Анны Сафрончик.